# Vaulandry
Vaulandry é uma ex-comuna francesa na região administrativa da Pays de la Loire, no departamento de Maine-et-Loire. Estendeu-se por uma área de 27,65 km². Em 2010 a comuna tinha 313 habitantes (densidade: 11,3 hab./km²).
Em 1 de janeiro de 2013 foi fundida com a comuna de Clefs para a criação da nova comuna de Clefs-Val d'Anjou.